# ناحیه جمیله
ناحیه جمیله (به عربی: دائرة جمیلة) یک ناحیه در الجزایر است که در استان سطیف واقع شده‌است.